# Haplogruppe B (Y-DNA)

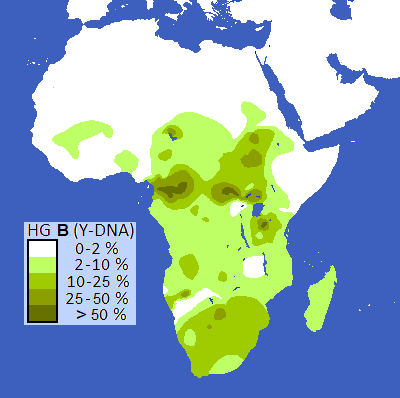
Verbreitung von Haplogroup B Y-DNA

Die Haplogruppe B (Y-DNA) ist in der Humangenetik eine Haplogruppe des Y-Chromosoms und wird damit in paternaler Linie vererbt, im Gegensatz zur maternal vererbten Haplogruppe B (mtDNA).
Die für das Y-Chromosom unterschiedene Haplogruppe B findet man überwiegend in Subsahara-Afrika, besonders in den Tropen vom westlichen Zentralafrika. Es die zweitälteste y-chromosomale Haplogruppe – nach der Haplogruppe BT, von der sie sich durch kennzeichnende Mutationen unterscheidet (z. B. M60) – und eine der vielfältigsten hinsichtlich der Verzweigungen ihres Stammbaums. Sie gilt als ursprüngliche Haplogruppe der modernen Pygmäen, so der Baka und Mbuti, und auch der Hadza in Tansania, die früher irrtümlicherweise für Nachkommen der Khoisan gehalten wurden.